# Graphisme
 (septembre 2023).
Le graphisme est une discipline qui consiste à créer, choisir et utiliser des éléments graphiques (dessins, caractères typographiques, photos, couleurs, etc.) pour élaborer un objet de communication et/ou de culture. Chacun des éléments est symbolique et signifiant dans la conception du projet, selon les axes définis éventuellement avec d'autres intervenants du domaine de la communication (un directeur artistique par exemple), dans le but de promouvoir, d'informer ou d'instruire.
Selon Annick Lantenois, docteur en histoire de l'art, « le design graphique peut être défini comme le traitement formel des informations et des savoirs. Le designer graphique est alors un médiateur qui agit sur les conditions de réception et d’appropriation des informations et des savoirs qu’il met en forme ». Selon ses domaines d'intervention (illustration, affiche, communication d'entreprise, presse, édition, packaging, publicité, design web, signalétique, identité visuelle, etc.), il fait partie de la chaîne graphique liée à l'imprimerie ou à d'autres médias[précision nécessaire].
Bien qu'actuellement le terme « design graphique » soit parfois jugé trop vague par certains[Par qui ?] (particulièrement en France et en Suisse), il devient de plus en plus populaire dans les pays de la francophonie et est généralement préféré au terme « graphisme » au Québec, et dans le Canada francophone.

## Histoire

### Premiers pas

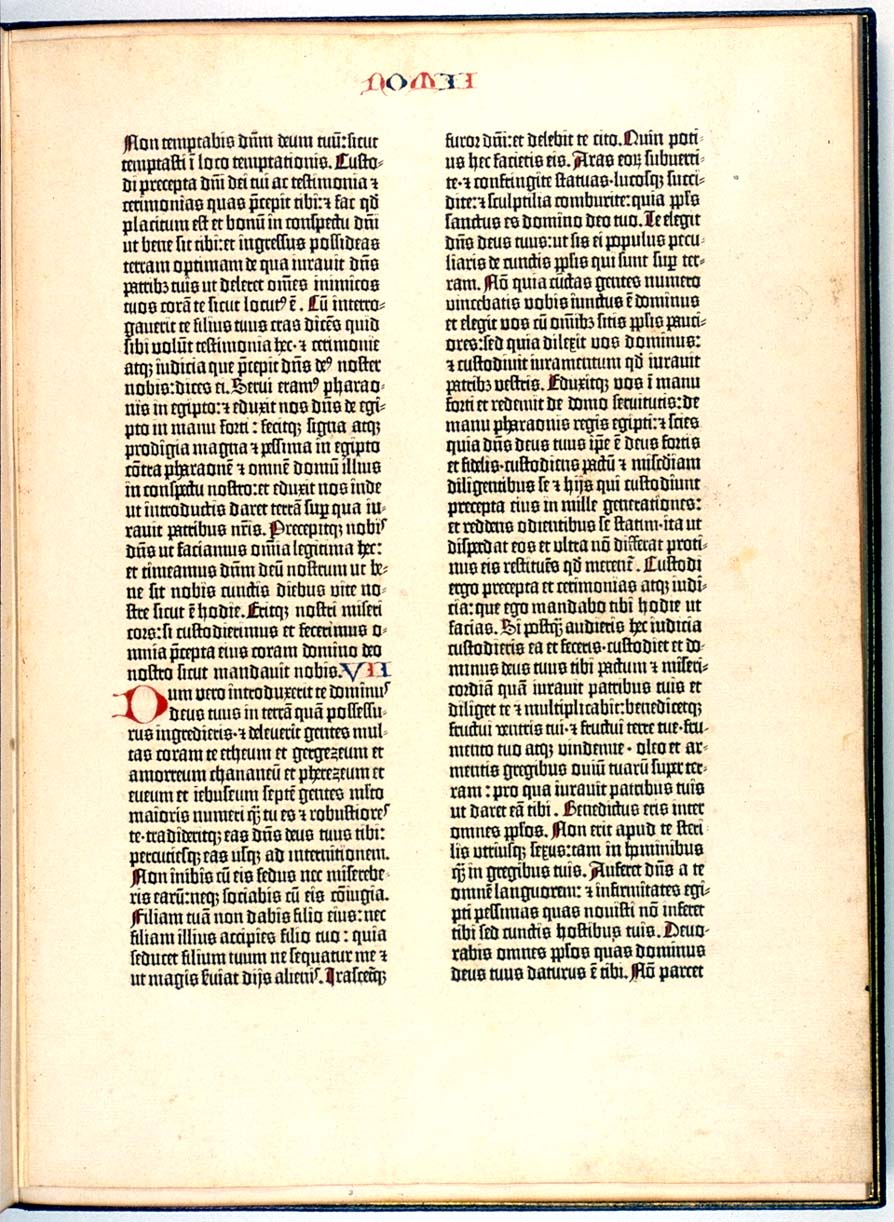
Page de la Bible de Gutenberg, deux colonnes, à 42 lignes.

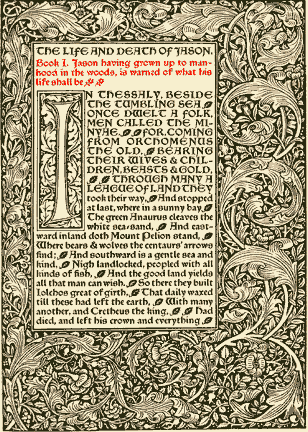
Page d'ouverture du livre The Life and Death of Jason de William Morris (1895).

Bien que les termes « graphisme » et « design graphique » soient des inventions du XXe siècle[réf. nécessaire], l'histoire du graphisme suit celle de l'humanité depuis la grotte de Lascaux. Depuis les débuts du graphisme jusqu'à aujourd'hui, où la communication visuelle est devenue omniprésente, il a toujours été délicat de tracer la frontière entre le graphisme de la publicité et de l'art, avec lesquels le graphisme partage certains principes, théories, pratiques ou langages[précision nécessaire]. Un début de réponse pourrait être de définir la publicité comme étant une pratique dont le but est la vente de produits et de services tandis que le graphisme cherche à ordonner l'information, à donner forme à des idées et à communiquer des émotions.
Les peintures de la grotte de Lascaux (en Dordogne, 18 000 et 15 000 ans av. J.-C.) et la naissance de l'écriture (en Mésopotamie à Sumer vers 3500 avant notre ère) peuvent être considérées comme des éléments fondateurs de la communication visuelle.

### Âge du graphisme classique
Durant une période qui va de 700 av. J.-C. jusqu’à la fin des années 1970, l’histoire de l’imprimerie et des écritures typographiques correspond à une expression graphique essentiellement construite autour de la lettre : l'écriture phénicienne (de 1200 à 1100 avant notre ère), la capitale romaine puis la minuscule caroline et la calligraphie gothique puis la typographie gothique utilisée par Johannes Gutenberg (vers 1440). La Bible qu'il réalisa en 1444-1445 à Mayence est la première grande œuvre réalisée avec cette nouvelle technologie qu'est l'impression par caractères métalliques mobiles. Son invention permettra une diffusion plus large et rapide des livres.
Alde Manuce (ou Aldo Manuzio) lui, est considéré[Selon qui ?] comme un imprimeur de la deuxième génération (1449-1515). Éditeur, typographe, créateur de caractères, il développera un style et une structure pour ses livres qui reste encore aujourd'hui d'actualité. En effet, il systématisa définitivement la ponctuation ainsi que l'accentuation et inventa le sens actuel du point-virgule. Il est également à l'origine de l'italique dont il confia la mise au point à Francesco Griffo, lui aussi créateur de caractères. C'est, de plus, à Manuzio que l'on doit le format in-octavo, ancêtre du livre de poche. Les créations d'Aldo Manuzio étaient au service de l'édition des auteurs grecs de l'Antiquité. Les évolutions qu'il a introduites dans l'imprimerie ont permis la diffusion de la littérature humaniste. Ses inventions graphiques devaient avoir pour point d'orgue une Bible trilingue qu'il n'a cependant pas pu éditer de son vivant.

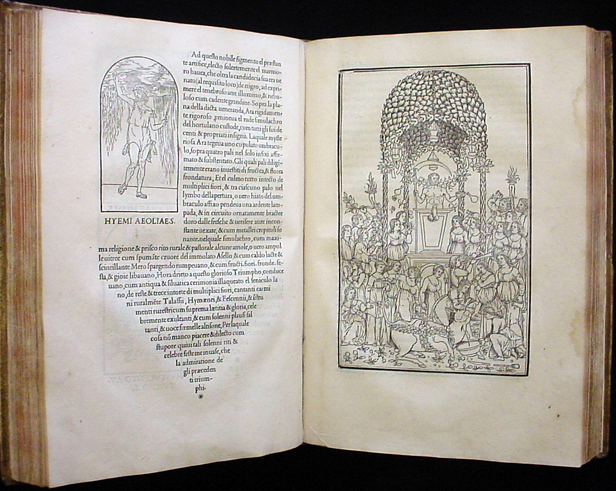
Double page de l'Hypnerotomachia Poliphili, chef-d'œuvre d'Aldo Manuzio (1499)

Cette époque, souvent définie comme « humaniste », correspond à l'emploi pendant la Renaissance italienne d'une écriture manuscrite ronde (issue de la caroline) que nous appelons écriture « humanistique ». Par la suite, le graphisme connaîtra une évolution lente au gré des développements techniques et culturels, plus que de significatifs changements.
Au début du XIXe siècle, la popularisation de la lithographie libère le dessinateur professionnel de toute contrainte formelle : la fantaisie créatrice peut alors s'exprimer. À la fin du XIXe siècle, on voit un effort, particulièrement au Royaume-Uni, pour créer une union entre les beaux-arts et les arts appliqués. En effet, de 1891 à 1896 William Morris publie les livres les plus significatifs en matière d'art graphique du mouvement Arts and Crafts (littéralement « Arts et artisanats ») et, en les vendant, prouve qu'il existe un marché pour des œuvres graphiques, aidant ainsi à son émancipation. En France et en Belgique, William Morris inspirera notamment la mouvance Art nouveau puis Art déco.
Plus précisément, le graphisme verra en 1891 la création en Angleterre d'un atelier d'impression artisanal par William Morris (Kelmscott Press), dans le cadre des Arts & Crafts. Arthur Mack Murdo, Walter Crane, Aubrey Beardsley, les Beggarstaffs se font remarquer. En Écosse, la Glasgow School ose un nouveau graphisme avec Mackintosh et MacNair quand la France reste bloquée sur les beaux-arts.
C'est Jules Chéret et ses expériences d'impression commencées en 1866 qui permettront d'ouvrir la voie en France et de proposer des affiches en couleur. Suivront Eugène Grasset et Georges Auriol avec un mélange d'Arts & Crafts et d'art japonais. Puis, Alphonse Mucha amènera l'Art nouveau français à son sommet. Le graphisme et l'affiche deviennent la mode à Paris. Bing, Meier-Graeffe, De Feure, Orazi et bien d'autres développent l'Art nouveau ; en face, Bonnard, Vuillard, Ibels, le Suisse Félix Vallotton et Toulouse-Lautrec essaient une autre orientation artistique.
De nombreux noms peuvent être cités dans cette effervescence de création : T. A. Steinlen, J. A. Grün, Adolphe Willette ou encore Firmin Bouisset. Cela évoluera dans un style Liberty en Italie avec Adolfo Hohenstein, Marcello Dudovitch, Giovanni Mataloni et Leopoldo Metlicovitz. Mais l'avenir du graphisme va se tourner vers le nord de l'Europe avec, aux Pays-Bas, Thorne-Prikker et Jan Toorop mais surtout en Belgique, avec le groupe des XX fondé en 1883 par Octave Maus, Edmond Picard, James Ensor, Theo van Rysselberghe, Fernand Khnopff, Victor Horta et Henry Van de Velde. Ils estiment les arts décoratifs autant que les beaux-arts et voient dans le graphisme une avancée sociale possible. Privat-Livemont, Mignot et Meunier produisent beaucoup à Bruxelles ainsi que Berchmans, Donnay et Rassenfosse à Liège.
Après l'Angleterre, la France et la Belgique, le développement des arts graphiques continue en Autriche, puis en Allemagne et aux États-Unis, où le graphisme moderne émerge.
En 1894, Klimt, Olbrich, Koloman Moser, Heinrich Lefler (en), Egon Schiele et Josef Hoffmann vont s'engager dans une rébellion artistique contre l'académisme. Ils se regroupent sous le titre de Sécession (ou Hagenbuud pour Heinrich Lefler) et produisent différentes revues pour promouvoir leurs idées (Ver sacrum). Les créateurs de cette époque (seconde moitié du XIXe siècle) sont généralement des architectes et designers aux multiples casquettes. Le souhait de composer une œuvre d'art totale les incite à expérimenter leurs idées dans tous les champs du design.
Pour être clair, le graphisme s'exprime alors à travers des supports comme l'affiche, le livre, le logotype, la publicité et même parfois des cartes postales, mais leurs auteurs ne sont pas spécialisés comme aujourd'hui. L'écroulement de l'empire autrichien fera encore migrer le dynamisme du graphisme vers d'autres horizons. Le même problème du poids académique dans l'art pèse sur l'Allemagne. La presse donnera voix aux nouvelles pensées des artistes et designers en 1896 à Munich avec Jugend et Simplicissimus (et Pan plus tôt à Berlin).
Thomas Theodore Heine, Julius Diez, Olaf Gulbransson, Bruno Paul, Hans Neumann, Behrens sont les principaux acteurs de la richesse des arts graphiques allemands. L'Allemagne sortait du lettrage gothique grâce à la typographie intemporelle dessinée par Berthold en 1889 : l'Akzidenz Grotesk. La première revue d'art graphique était née à Vienne, le premier studio sera ouvert à Berlin[réf. nécessaire] en 1900 par Fritz H. Ehmcke, Kleukens et Behrens, sous le nom de Steglitz Studio. La philosophie des designers commencent à s'éloigner de l'esprit Arts & Crafts avec le rassemblement Werkbund, mené par Hermann Muthesius, convaincu que la standardisation peut améliorer les objets les plus banals.
Une nouvelle effervescence commence et l'affiche allemande s'affirme. Ernst Growald, Hollerbaum & Schmidt, Julius Klinger, Lucian Bernhard, Hans Rudi Erdt, Julius Gipkens, Ernst Deutsch, Paul Scheurich, Ludwig Holwein, les Six (Franz Paul Glass, Fritz Heubner, Carl Moos, Emil Praetorius, Schwarzer et Valentin Zietara et Walter Tienman) proposeront enfin une vision moderne du graphisme, une vision non élitiste.
Les États-Unis ne tarderont pas non plus à adopter cette vision du graphisme. Au début, dans les années 1850, les imprimeurs américains Strobridge, Forbes et Courrier sont de trop grandes structures pour évoluer philosophiquement. La presse (Harper's, par exemple) suit l'évolution européenne avec l'influence des Arts & Crafts et des affiches parisiennes. Les noms de J. J. Gould, Maxfield Parrish, Will Bradley se remarquent. Puis, la multiplication gigantesque du nombre de revues et du nombre de pages publicitaires produites créent un incroyable marché économique (95 millions de dollar). Ayer & Cie ouvre en 1891 le premier département créatif dans une agence de presse.
Les Linotypes et les Monotypes sont inventées, la production s’accélère et, avec elle, créer une plus grande diversité de caractères comme le Century (de Lynn B. Benton) ou le Camelot (de Frederic Goudy). L'histoire du graphisme entre dans son ère moderne.

### Époque contemporaine
Au XXe siècle, l'industrialisation, la société de consommation, l'émergence de nouveaux médias, du marketing et de la publicité, mais aussi le développement de disciplines connexes (design et architecture) favorisent l'émergence d'un nouveau type d'emplois spécialisés dans la création graphique pour valoriser les outils de communication. Le graphiste devient alors celui qui formalise et clarifie un message de communication, puis qui le met en page graphiquement. Mettant tour à tour son intellect puis sa créativité graphique au service d'une commande, le graphiste est alors moins considéré comme un artisan.
L'Amérique du Sud n'est pas en reste, avec par exemple l'artiste-graphiste argentine Norah Borges. Aux Pays -Bas, Dolly Rudeman, graphiste et affichiste, devient célèbre en 1925 pour son affiche de film Le Cuirassé Potemkine et travaille pour de nombreux magazines.
En 1950, l'Alliance graphique internationale est fondée à Bâle, dès cette époque puis dans les années 1960 et 1970, avec le développement de la publicité, quelques affichistes se rendent célèbres comme Cassandre, Savignac, Villemot, Jacno, etc. Les affiches sérigraphiées de Mai 68 sont célèbres.
Plus tard, quelques graphistes sont reconnus en tant qu'artistes : Roman Cieslewicz ou Grapus pour l'affiche politique, Jean Widmer pour l'identité visuelle. D'Andy Warhol à Bazooka, c'est dans le contexte contemporain que la discipline et le terme « graphisme » se popularisent, tout comme le design, la bande dessinée ou la vidéo.
En grande et petite bibliophilie apparaissent en France à partir de 1945 des maquettistes et graphistes qui vont renouveler le livre à partir de recherches typographiques, d'audace de mise en page et d'utilisation de la couleur. Au sein du Club français du livre et des « clubs » rivaux, le chef de file est Pierre Faucheux, on citera encore Massin, Jacques Daniel ou Jacques Darche.

## Enseignement
Connaissance de la typographie, de l'usage des signes et des images, de la couleur, de l'art de la mise en page, composent les bases de l'enseignement qui peut se voir complété par des spécialisations dans le domaine de l'imprimé (édition), de l'interactivité (web, multimédia), voire de l'illustration ou de l'animation graphique (motion design).
De nos jours, les graphistes travaillent principalement sur ordinateur via des logiciels afin d'effectuer différentes tâches : retouche d'images, dessin vectoriel (courbe de Bézier), mise en page, etc.
Parmi les établissements d'enseignement réputés[Selon qui ?] peuvent être cités l'Ecole des Beaux-Arts de Genève, la Glasgow School of Art, les Beaux-Arts de Paris, la Villa Arson à Nice, l'Académie du dessin de Florence, la Haute École Albert Jacquard ou encore l'École cantonale d'art de Lausanne.

## Conception graphique
La conception graphique, également appelée par anglicisme « design graphique », est une discipline professionnelle qui a pour objectif de créer des objets de communication visuelle (logotype, livre, signalétique, affiche, brochure, dépliant, site web, etc.).
Dans la francophonie, le terme « design graphique » devient de plus en plus populaire mais est parfois jugé trop vague par certains (particulièrement en France et en Suisse) qui préfèrent utiliser le terme graphisme[réf. nécessaire]. « Design graphique » est cependant préféré au Québec, et dans le Canada francophone.
Le terme « design graphique » est de plus en plus employé. Ainsi :
- le festival international de l'affiche et du graphisme de Chaumont est devenu Chaumont Design Graphique ;
- la revue spécialisée Étapes fait largement usage de ce terme ;
- en France, le diplôme préparant aux métiers du graphisme, auparavant BTS communication visuelle, est devenu BTS design graphique.